# Djurleita
La djurleita forma parte de la clase de los minerales sulfuros, concretamente un sulfuro de cobre. Se le nombró así en honor del químico sueco Seved Djurle.
Fue descubierto en 1962 en Barranca de Cobre, estado de Chihuahua (México).

## Características químicas
Estrechamente relacionado con la calcosina, otro sulfuro de cobre, a veces para distinguirlos se requieren complicadas tecnologías de laboratorio como la difracción de rayos X. Pertenece al grupo de la calcosina-digenita.

## Formación y yacimientos
Aparece en las zonas de enriquecimiento secundario de yacimientos de cobre. Es extraído y explotado industrialmente como mena del cobre.
Es común encontrarlo asociado a otros minerales, como son: pirita, digenita, calcopirita, bornita y anilita.